# Haru Urara
Haru Urara (jap. ハルウララ, dt. sanfter Frühling, auch Haruurara) ist der Name eines weitgehend erfolglosen und zugleich äußerst beliebten japanischen Rennpferdes.

## Werdegang
Die braune Stute Haru Urara wurde am 27. Februar 1996 auf Nobuta Bokujo, Mitsuishi, Hokkaido, gefohlt. Sie stammte von Nippo Teio, einem Spitzenrennpferd, welches das Tenno Sho und das Yasuda Kinen gewonnen hatte. Da sich kein Käufer für das schwache Fohlen fand, wurde es selbst trainiert und aufgezogen.
Bei ihrem Debüt am 17. November 1998 auf der Kōchi-Rennbahn belegte Haru Urara den fünften und letzten Platz. In den folgenden viereinhalb Jahren trat sie ein- oder zweimal pro Monat an, konnte aber keinen Sieg erringen. Die Stute gewann keines ihrer über 100 Rennen, wurde aber immerhin 12 Mal platziert und verdiente auf diese Weise 1.129.000 ¥ (fast 8.000 €).
2003 sollte sie wegen des ausbleibenden Erfolgs zum Schlachter gebracht werden, doch ihr Trainer setzte sich für sie ein. Auch die Begeisterung und Anteilnahme unzähliger Menschen, die das Pferd inzwischen in ihr Herz geschlossen hatten, tat ihre Wirkung und Haru Urara blieb dieses Schicksal erspart. Die Zuschauer hatten den Eindruck, dass die Stute bei den Pferderennen immer ihr Bestes gab. Haru Urara wurde mit der Zeit ein Medienstar. Auf den verschiedensten Merchandising-Artikeln prangt ihr Abbild, es werden T-Shirts mit dem Text Never give up und aus ihrem Schweifhaar hergestellte Glücksbringer verkauft; auch in einem Werbespot für Kirin-Bier ist sie zu sehen. Wegen ihrer Popularität waren bei ihren Starts die Plätze der Rennbahn meist ausverkauft, was den zuvor hoch verschuldeten Pferderennen-Veranstalter in Kōchi vor dem Ruin bewahrte. Haru-Urara-Wettscheine wurden als O-Mamori-Glücksbringer verwendet, insbesondere zum Schutz vor Verkehrsunfällen: Das Wort „ataranai“ (当たらない) kann im Japanischen sowohl „eine Wette verlieren“ als auch „vermeiden, angefahren zu werden“ bedeuten, so dass es hieß, dass ein Haru-Urara-Wettschein – ein garantierter Verlust – das Auto des Besitzers vor einem Unfall schützen könnte.
Bei einem Rennen am 22. März 2004, dem Höhepunkt ihrer Popularität, drängten sich mehr als 13.000 Zuschauer auf der Rennbahn von Kōchi. 3.000 von ihnen warteten bereits vor Öffnung der Tore, so dass die Rennbahn 30 Minuten früher als geplant geöffnet werden musste. Einige standen bis zu fünf Stunden Schlange. Die Fans setzten insgesamt ¥ 121.751.200 auf einen Sieg von Haru Urara – eine beeindruckende Summe, insbesondere für ein Pferd, das in über 100 Rennen kein einziges Mal gewonnen hatte. Das Rennen endete mit einer Enttäuschung: Obwohl Haru Urara von Japans bestem Jockey Yutaka Take geritten wurde, verlor sie zum 106. Mal in Folge und landete auf Platz 10 von 11 gestarteten Pferden. 2004 ging Haru Urara in den Ruhestand.
In dem Film Haru Urara von 2005, der über ihr Leben berichtet, übernahm Haru Urara die Hauptrolle. Seit 2013 steht Haru Urara auf der Martha Farm in Onjuku in der Präfektur Chiba. In dem Manga Uma Musume Pretty Derby: Haru Urara, Do Your Best! und Starting Gate! von 2016 war sie die Titelheldin. Ebenfalls 2016 erschien die Dokumentation The Shining Star of Losers Everywhere.